# Dor-a-on Iljimae
Dor-a-on Iljimae (hangeul: 돌아온 일지매, lett. Iljimae ritorna; titolo internazionale The Return of Iljimae, conosciuta anche come Moon River) è una serie televisiva sudcoreana trasmessa su MBC dal 21 gennaio al 9 aprile 2009.

## Trama
Iljimae è nato fuori dal matrimonio: suo padre era un funzionario di alto rango, mentre sua madre un'umile serva. Per proteggere l'onore della famiglia paterna, fu abbandonato e nascosto sotto un albicocco, dal quale deriva il suo nome, che significa "ramo di albicocco"; fu poi adottato da una famiglia che viveva nella Cina della dinastia Qing.
Dopo aver ripercorso le sue radici fino a tornare in Corea, Iljimae si vede rifiutato ancora una volta dal padre e, da quel momento, scatena la sua rabbia sulla classe dirigente combattendo l'ingiustizia e la tirannia per il bene dei cittadini comuni. Nei luoghi delle sue gesta lascia un ramo di albicocco. Pur vivendo un'esistenza isolata e nascondendo il viso dietro una maschera per essere un eroe per il popolo, nella vita di Iljimae c'è una donna che lo ricollega al mondo: Wol-hee.

## Personaggi
- Iljimae, interpretato da Jung Il-woo
- Dal-yi / Wol-hee, interpretata da Yoon Jin-seo
- Koo Ja-myung, interpretato da Kim Min-jong
- Baek-mae, interpretata da Jung Hye-young
- Bae Seon-dal, interpretato da Kang Nam-gil
- Cha Dol-yi, interpretato da Lee Hyun-woo
- Kim Ja-jeom, interpretato da Park Geun-hyung
- Wang Hyeong-bo, interpretato da Park Chul-min
- Monk Yeol-gong, interpretato da Oh Young-soo
- Principessa Mo-ran, interpretata da Kim Yoo-hyun
- Jeol Chi, interpretato da Lee Kye-in
- Rie, interpretata da Sandara Park
- Soo-ryun, interpretata da Jeon Soo-yeon
- Kim Joong-hwan, interpretato da Lee Ho-jae
- Kim Joon-seo, interpretato da Jung Joon
- Choon Wol, interpretata da Seo Hye-won
- Musashi Miyamoto, interpretato da Hwang Jang-lee
- Ki Seon-nyeo, interpretata da Harisu
- Cham Mo, interpretato da Kwak Min-suk

## Ascolti
| Episodio | Data di trasmissione | Dati TNMS           | Dati TNMS                  | Dati AGB            | Dati AGB                   |
| Episodio | Data di trasmissione | A livello nazionale | Area metropolitana di Seul | A livello nazionale | Area metropolitana di Seul |
| -------- | -------------------- | ------------------- | -------------------------- | ------------------- | -------------------------- |
| 1        | 21 gennaio 2009      | 18,5%               | 20,1%                      | 16,8%               | 18,2%                      |
| 2        | 22 gennaio 2009      | 17,1%               | 18,4%                      | 16,1%               | 17,9%                      |
| 3        | 28 gennaio 2009      | 16,6%               | 17,1%                      | 17%                 | 18,2%                      |
| 4        | 29 gennaio 2009      | 15,1%               | 15,6%                      | 15,5%               | 16,7%                      |
| 5        | 4 febbraio 2009      | 13,7%               | 13,7%                      | 14,5%               | 14,9%                      |
| 6        | 5 febbraio 2009      | 15,3%               | 15,2%                      | 15,3%               | 15,8%                      |
| 7        | 11 febbraio 2009     | 10,7%               | 11,5%                      | 10,8%               | 11,4%                      |
| 8        | 12 febbraio 2009     | 13,1%               | 14,1%                      | 13,9%               | 15,3%                      |
| 9        | 18 febbraio 2009     | 10%                 | 10,1%                      | 11,2%               | 11,7%                      |
| 10       | 19 febbraio 2009     | 11%                 | 12,1%                      | 11,6%               | 11,3%                      |
| 11       | 25 febbraio 2009     | 10,8%               | 11,6%                      | 11,8%               | 12,7%                      |
| 12       | 26 febbraio 2009     | 10,5%               | 10,5%                      | 11,9%               | 12,1%                      |
| 13       | 4 marzo 2009         | 8,9%                | 9,4%                       | 9,8%                | 10%                        |
| 14       | 5 marzo 2009         | 9,1%                | 9,7%                       | 10,6%               | 11,3%                      |
| 15       | 11 marzo 2009        | 8,1%                | 8,2%                       | 9,3%                | 9,9%                       |
| 16       | 12 marzo 2009        | 7,6%                | 8,4%                       | 9,5%                | 10,3%                      |
| 17       | 18 marzo 2009        | 8,7%                | 8,8%                       | 8,7%                | -                          |
| 18       | 19 marzo 2009        | 8,5%                | 8,7%                       | 8,3%                | -                          |
| 19       | 25 marzo 2009        | 6,9%                | 8%                         | 8,5%                | -                          |
| 20       | 26 marzo 2009        | 8,5%                | 8,7%                       | 8,3%                | -                          |
| 21       | 1 aprile 2009        | 7,8%                | 8,5%                       | 8,8%                | 9,3%                       |
| 22       | 2 aprile 2009        | 8,2%                | 8,8%                       | 9,2%                | 10,1%                      |
| 23       | 8 aprile 2009        | 7,5%                | 7,8%                       | 7,8%                | 8,2%                       |
| 24       | 9 aprile 2009        | 8,2%                | 8,9%                       | 8,8%                | 9,4%                       |
| Media    | Media                | 10,9%               | 11,4%                      | 11,4%               | -                          |

## Colonna sonora
1. I'm Iljimae (Rock Ver.) (나는 일지매 (Rock Ver.)) – H2O
2. Lullaby (자장가) – Han Dae-soo
3. Men Are All the Same (남자는 똑같다) – Park Jung-eun
4. Place of My Dream (내가 꿈꾸는 그 곳) – Yoon Jin-seo
5. Last Hero (마지막 영웅) – Shin Min-chul
6. Your Song (너의 노래) – Kim Byung-tae
7. Longing (그리움) – Bae Hae-sun
8. Waiting (Children Ver.) (기다림 (Children Ver.)) – Korea Academy Childrens Choir
9. You Are a Man (남자이니까) – MBO
10. Wings of Night (밤의 날개) – Kim Young-jin
11. Bluebird (파랑새)
12. Longing (그리움) – H2O
13. Waiting (기다림) – Ye-in
14. I'm Iljimae (Classic Ver.) (나는 일지매 (Classic Ver.)) – H2O feat. B.T.
15. Your Song (Inst.) (너의 노래 (Inst.))
16. The Return of Iljimae Main Title (돌아온 일지매 Main Title)
17. Elegy for Us
18. The Secret of Birth (출생의 비밀)
19. 요동을 탈출하라
20. Fist of Fury (분노의 주먹)
21. Baek-mae's Theme (백매의 Theme)
22. 매화가 흐드러진 날